# Istočnobaludžijski jezik
Istočnobelučki jezik (Istočnobaludžijski, istočnobeludžijski; ISO 639-3: bgp), zapadnoiranski jezik belučke podskupine, kojim govori 1 800 000 ljudi u Pakistanu (1998.) na sjeveroistoku Beludžistana, i 800 u Indiji (2007; 95 000 etničkih) u državama Uttar Pradesh i Gudžarat. Uz zapadni i južni, jedan je od tri člana belučkoga [bal] makrojezika
Piše se arapskim pismom, stilom nastaliq.

## Vanjske poveznice
- Ethnologue (14th)
- Ethnologue (15th)